# NGC 4759
NGC 4759 est une paire de galaxies lenticulaires constituée des galaxies NGC 4776 et NGC 4778. Cette paire est située dans la constellation de la Vierge. NGC 4759 a été découverte par l'astronome germano-britannique William Herschel en 1786. La paire de galaxies a été observée par John Herschel le 5 mai 1836 et cette observation qui a été inscrite au New General Catalogue sous les cotes NGC 4776 et NGC 4778.